# Prąd Kanaryjski

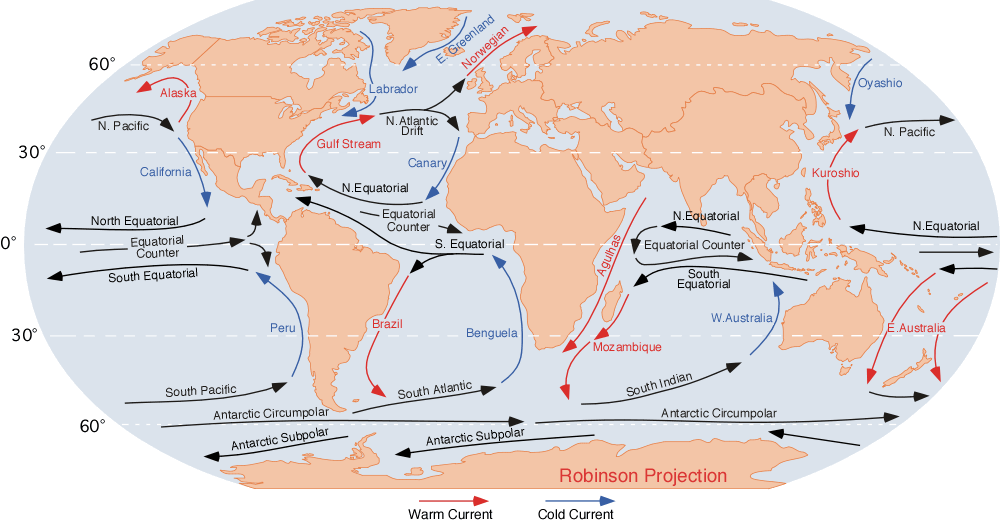
Prądy morskie na świecie. Prąd Kanaryjski zaznaczony jest niebieską strzałką w środkowej części mapy.

Prąd Kanaryjski – zimny prąd morski na Oceanie Atlantyckim, który jest odgałęzieniem Prądu Północnoatlantyckiego. Płynie od wybrzeży Portugalii wzdłuż zachodniej Afryki do Senegalu, gdzie zakręca na zachód, zasilając przy tym Prąd Północnorównikowy.
Prędkość maksymalna, z jaką płynie, wynosi 2 km/h. Temperatura wód powierzchniowych w lecie: 12–19 °C na północy i 23–26 °C na południu, w zimie zaś odpowiednio 12 °C i 22 °C.